# Яхим Топол
Яхим Топол (чеськ. Jáchym Topol, нар. 4 серпня 1962) — чеський поет, новеліст, музикант і журналіст, який у жовтні 2017 року став лауреатом Чеської державної премії з літератури за його новелу «Чутлива людина».

## Біографія
Яхим Топол народився в Празі, Чехословаччині, у родині Йозефа Топола, чеського драматурга, поета та перекладача Шекспіра, та Іржини Топол, дочки відомого чеського католицького письменника Карела Шульца.
Писати Топол почав з текстів для рок-групи Psí vojáci, під керівництвом його молодшого брата Філіпа, наприкінці 1970-тих та початку 1980-тих років. Пізніше писав тексти для гурту Národní třída, його вірші також були покладені на музику Моніки Начевої. У 1982 році він став співавтором самвидаву Violit, а в 1985 році — Revolver Revue, самвидаву, який спеціалізувався на сучасній чеській писемності.
Через дисидентську діяльність батька Яхиму не дозволили вступити до університету. Закінчивши гімназію, він працював кочегаром, копальником, будівельним робітником та кур'єром. Кілька разів його ув'язнювали на короткі терміни, як за видавничу діяльність у самвидаві, так і за контрабанду через польський кордон у співпраці з членами польської Солідарності.
Під час Оксамитової революції 1989 року в Чехословаччині Топол писав для незалежного інформаційного бюлетеня Informační servis, який згодом став слідчим тижневиком Respekt. Був членом редакції цього тижневика з часу його заснування в 1990 році до 2007 року. До 1993 року Топол був головним редактором часопису Revolver Revue. У 2009—2011 роках працював у щоденній газеті Lidové noviny. На сьогодні Топол працює драматургом в Бібліотеці Вацлава Гавела.

## Погляди
Топол — монархіст, навесні 1988 року став першим активістом монархічної опозиційної ініціативи Чеські діти та першим підписантом монархічного «Маніфесту Повернення короля» після його автора Петра Плацака. У 1999 році став одним із підписантів монархічної заяви про поріг нового тисячоліття та брав участь у заходах, що підтримують монархію, організованих студентським об'єднанням Вавилон.

## Особисте життя
Проживає у Празі зі своєю дружиною Барбарою та двома дочками — Йозефіною та Марі.

## Нагороди
- 2010: «Премія Ярослава Сайферта»
- 2015: «Премія Вілениці»[9]
- 2017: «Чеська державна премія з літератури»

### Поезія
- 1988 — Я люблю тебе шалено (чеськ. Miluju tě k zbláznění)
- 1992 — Війна буде у вівторок (чеськ. V úterý bude válka)

### Проза
- 1994 — Сестра (чеськ. Sestra)
- 1995 — Ангел (чеськ. Anděl)
- 2001 — Нічна робота (чеськ. Noční práce)
- 2005 — Полоскання смоли (чеськ. Kloktat dehet)
- 2009 — Через прохолодну землю (Майстерня диявола) (чеськ. Chladnou zemí)
- 2017 — Чутлива людина (чеськ. Citlivý člověk)